# 2601 Bologna
A 2601 Bologna (ideiglenes jelöléssel 1980 XA) a Naprendszer kisbolygóövében található aszteroida. Osservatorio San Vittore fedezte fel 1980. december 8-án.